# 稲垣実花
稲垣 実花（いながき みか、1986年8月15日 - ）は、埼玉県出身の元グラビアアイドル。所属事務所はグレアープロモーション→A-PLUSだったが、現在は退所している。

## 略歴・人物
- 『週刊ヤングサンデー』主催のアイドルプロジェクト、YS乙女学院第一期生(出席番号08)。
- 趣味はカラオケ、買い物、ネイルアート。特技は新体操、クラリネット。好きなスポーツはスノーボード。
- 初めての仕事が『sabra』の撮影。Y字バランスが得意で、ジャケットにもよく採用される。

## 出演

### テレビ
- 『神さまぁ〜ず』(TBS、2008年6月3日、2008年9月23日)

### 写真集
- 『ヒトシズク―稲垣実花1st. 写真集』(彩文館出版、2006年10月) 撮影・矢西誠二
- 『青い果実 稲垣実花』(竹書房、2007年)
- 『稲垣実花夏!MIKA’N』(テクニカルスタッフ、2007年)
- 『山内順仁パララ』（デジタル写真集）

### DVD
- 『稲垣実花 INAGAKI MIKA FIRST DVD』(彩文館出版、2006年10月27日)
- 『青い果実』(竹書房、2007年2月9日)
- 『夏!MIKA’N』(スパークビジョン、2007年5月28日)
- 『ONE』(スパイスビジュアル、2007年8月24日)
- 『らぶりぃ』(CLM／ビーエムドットスリー、2007年11月25日)[2]
- 『稲垣実花 お願い・・・』(ビデオメーカー、2008年2月22日)
- 『稲垣実花 花実 -kajitsu-』(ラインコミュニケーションズ、2008年8月20日)

### Vシネマ
- 『グラビアヒロインUSA忍者 -奔の巻-』(ZENピクチャーズ、2007年)
- 『グラビアヒロインUSA忍者 -泪の巻-』(ZENピクチャーズ、2007年)